# 朱里烏帕齊拉
朱里是孟加拉国吉大港縣的一个乌帕齐拉，位於錫爾赫特专区的毛爾維巴扎爾縣。

## 人口
據1991年孟加拉國人口普查，朱里共有戶數24,413戶，人口122853人。其中男性佔比52.02%，女性佔比47.98%；成年人口62,078人。該地7歲以上人口之平均識字率為20.5%。